# Henrik Suso

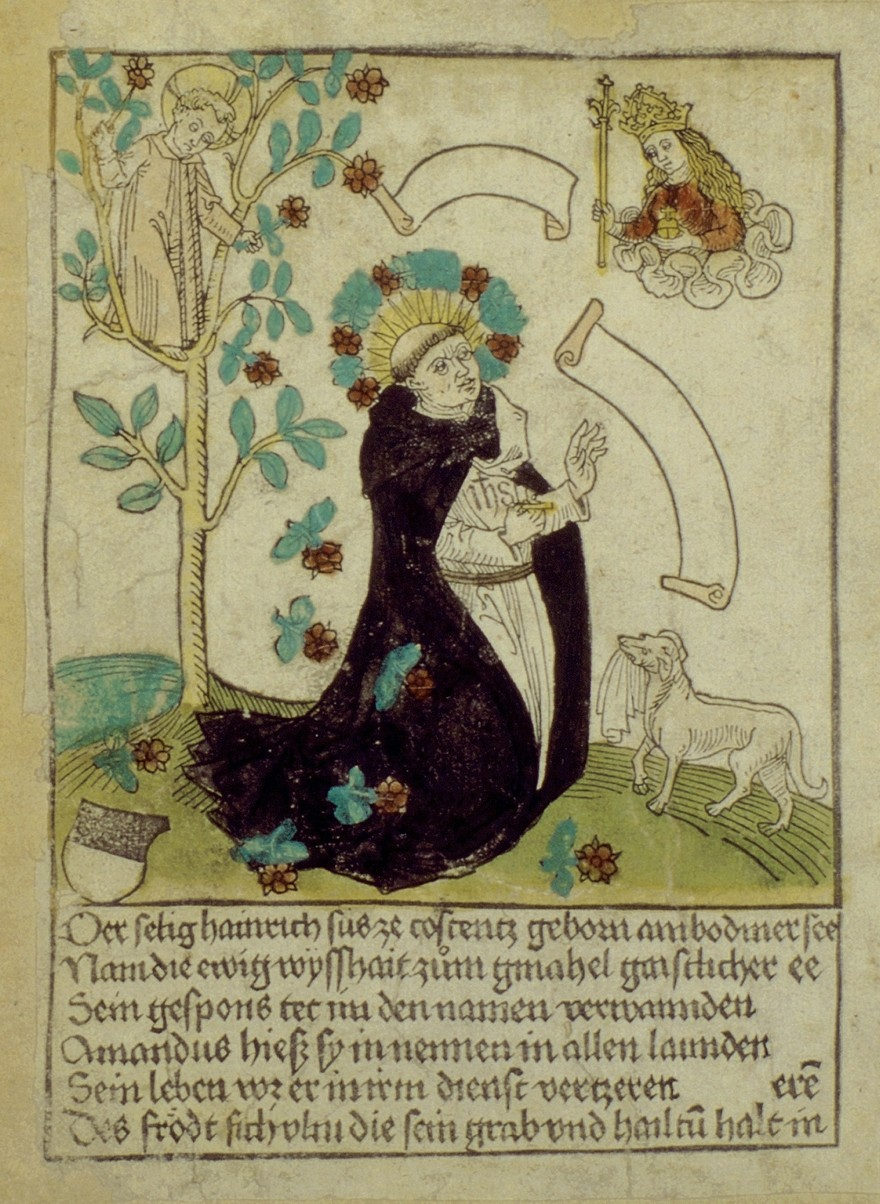
Henrik Suso, träsnitt, 1400-talet.

Henrik Suso (latinisering för moderns namn, egentligen Heinrich Seuse eller Seuse), född omkring 1295 förmodligen i Konstanz, död 25 januari 1366 i Ulm, var en tysk mystiker och dominikan, lärare, biktfader och själasörjare, Eckharts lärjunge.
Tillsammans med Eckhart och Johannes Tauler hör han till den medeltida mystikens centrala gestalter. Liksom Eckehart företräder han en bildlös mystik. Hans skrifter präglas av ett känslosamt och formskönt språk med rikliga naturbilder. Susos uppbyggelsearbete Büchlein der ewigen Weisheit (Den eviga vishetens ur) som är en skola i praktisk mystik med Jesu efterföljd som ämne, har kallats den tyska mystikens skönaste frukt och var ett av medeltidens mest lästa. Suso var en influens för den heliga Birgitta.

## Biografi
Henrik Suso tillhörde sannolikt en patriciersläkt von Berg i Konstanz. Modern synes ha varit från Überlingen, som av traditionen senare gjorts till Susos födelseort. Han ingick vid 13 års ålder i dominikanklostret i sin fädernestad, studerade på 1320-talet några år under Eckhart vid sin ordens högskola i Köln och innehade sedan posterna som lektor och prior i Konstanz. 1339-46 var han jämte sitt konvent förvisad ur staden på grund av partitagande för påven i dennes strid med kejsar Ludvig av Bajern. 1348 blev han på grund av en skandalhistoria, som av fiender pådiktades honom, förflyttad till klostret i Ulm, där han tillbringade sitt återstående liv.
Vid 18 års ålder blev han omvänd till ett djupare fromhetsliv i mystikens anda; han hade alltifrån den tiden många extaser och visioner och levde under många år i den ytterligaste askes, underkastande sig ett fullständigt raffinerat system av självplågerier. Men vid 40 år lärde han sig att askesen var blott en förskola, och bortlade den; "gudshängivenhetens högskola" skulle bli det aktiva livets prövningar. Han ägnade sig därefter åt en, som det synes, vitt utsträckt och välsignelserik själasörjarverksamhet, mest riktad på kvinnor, särskilt nunnor. Inom sin orden motverkade han inträngande förvärldsligande; mot kyrkans förfall har han starka varnings- och bestraffningsord.
I grund och botten förblev han dock alltid en inåtvänd natur. Huvuddragen i hans religiösa åskådningar är hämtade från hans beundrade lärare Eckhart och utgörs av den spekulativa areopagitiska mystiken. Men hans religiösa originalitet och styrka ligger mera i Kristusbetraktelsen, som är särskilt utbildad i två karakteristiska riktningar: dels hänförelsen för den "eviga Visheten", en kvinnlig personifikation av Guds högsta egenskaper, identifierad med Kristus och av Suso prisad med en ridderlig trubadurs svärmiska glöd, dels begrundandet av Kristi lidande och dess efterliknande i världsförsakelse, självförnekelse och tålamod under Guds skickelser ("gelassenheit").
Det religiösa livets höjdpunkt förblir alltid för honom extasens sällsynta och korta stunder, det omedelbara, "bildlösa" skådandet av det gudomliga.
På gamla dagar (omkr. 1362) utgav han en översedd upplaga av sina skrifter (hans Exemplar), omfattande: Vita, hans själs historia, ursprungligen upptecknad av hans andliga dotter, nunnan Elsbeth Stagel i Töss vid Winterthur, Buchlein der ewigen weisheit, skriven 1327-34, innehållande hans vishets- och passionsmystik, ett av den medeltida uppbyggelselitteraturens mest klassiska verk (även på latin: Horologium ceternce sapientice; på svenska 
Gudeliga snilles väckare), Buchlein der wahrheit, skriven 1326-27, av mer spekulativt metafysiskt innehåll, samt Briefbuchlein, en brevsamling. Därtill kommer ytterligare några brev och predikningar.

## Skrifter i svensk översättning
- Den eviga vishetens ur. Artos & Norma Bokförlag, Skellefteå, 1987. 
  - I äldre övers.: Gudeliga snilles väckare. Norstedt, Stockholm, 1868.